# دلار مالایا و بورنئوی بریتانیا
دلار مالایا و بورنئوی بریتانیا (به انگلیسی: Malaya and British Borneo dollar) یکای پول رایج در کشور سنگاپور است. مسئولیت کنترل این واحد پولی برعهدهٔ بانک مرکزی سنگاپور قرار دارد.